# Mika Ääritalo
Mika Ääritalo (Turku, 25 luglio 1985) è un ex calciatore finlandese, di ruolo attaccante.

## Palmarès

### Club
- Suomen Cup: 1

TPS: 2010